# エドワード・ソーンバラ
サー・エドワード・ソーンバラ（Sir Edward Thornbrough、1754年7月21日－1834年4月3日）は、イギリス海軍の軍人で、18世紀の終わりから19世紀の始めにかけて、長期にわたり任務についた古参士官である。アメリカ独立戦争、フランス革命戦争、そしてナポレオン戦争に参戦して、数度にわたって負傷し、1度は乗っていた艦が難破した後、アメリカ軍に捕囚されたが、難破の際の、アメリカ人捕虜への姿勢が立派なものであるとみなされ、アメリカ当局はその後、執行猶予も捕虜交換もせずに彼を釈放した。
後にソーンバラは、栄光の6月1日で、混戦の只中に自分のフリゲート艦を乗り入れ、フランスの戦列艦に包囲されて損傷のひどいベレロフォンを曳航して安全な場所に移した。のちにソーンバラは、海峡艦隊と、カスバート・コリングウッド指揮下の地中海艦隊とで上級大将（シニア・アドミラル）を務め、大きな尊敬を受けた。1818年に現役を引退して3度目の妻とデボンに住み、1834年に死去した。

## 海軍入隊
ソーンバラは1754年に、海軍指揮官の父エドワードと母メアリーの間に生まれた。父が海軍軍人だったこと、海軍基地の生まれで、特に子供時代を海の近くで暮らしたこともあり、幼いエドワードの将来は決定した。1761年に父のいる海軍に、アロガントのキャプテンズサーヴァントとして入り地中海で2年間を過ごし、この海に親しみを覚えるようになった。1763年、9歳でファームの乗員名簿に登録される一方で学校に通い、1768年に海軍に戻り、テメレールで父と共に任務についた。このテメレールの艦長はエドワード・ル・クラスで、ソーンバラは後にル・クラスの娘のうちの2人と結婚することになる。
テメレールはポーツマスの護衛艦で、非戦時の任務は退屈なものだった。そのためソーンバラは、自分の知識を広めるために、数隻の艦を移動し、ジブラルタルを旅行し、アルビオンの艦上で時間を過ごした。その後父と共にキャプテンに移動し、1771年には共にボストンへ航海した。その2年後、このキャプテンはアメリカの港で護衛艦として就役し、ジョン・モンタギュ提督の海上の指令本部ともなった。ソーンバラは、スループ艦クルーザーで短期間の単独での航海をしたが、単独であるという点を除けば、この任務は平凡なものだった。そして1774年には、キャプテンでイギリスに戻った。

## アメリカ独立戦争

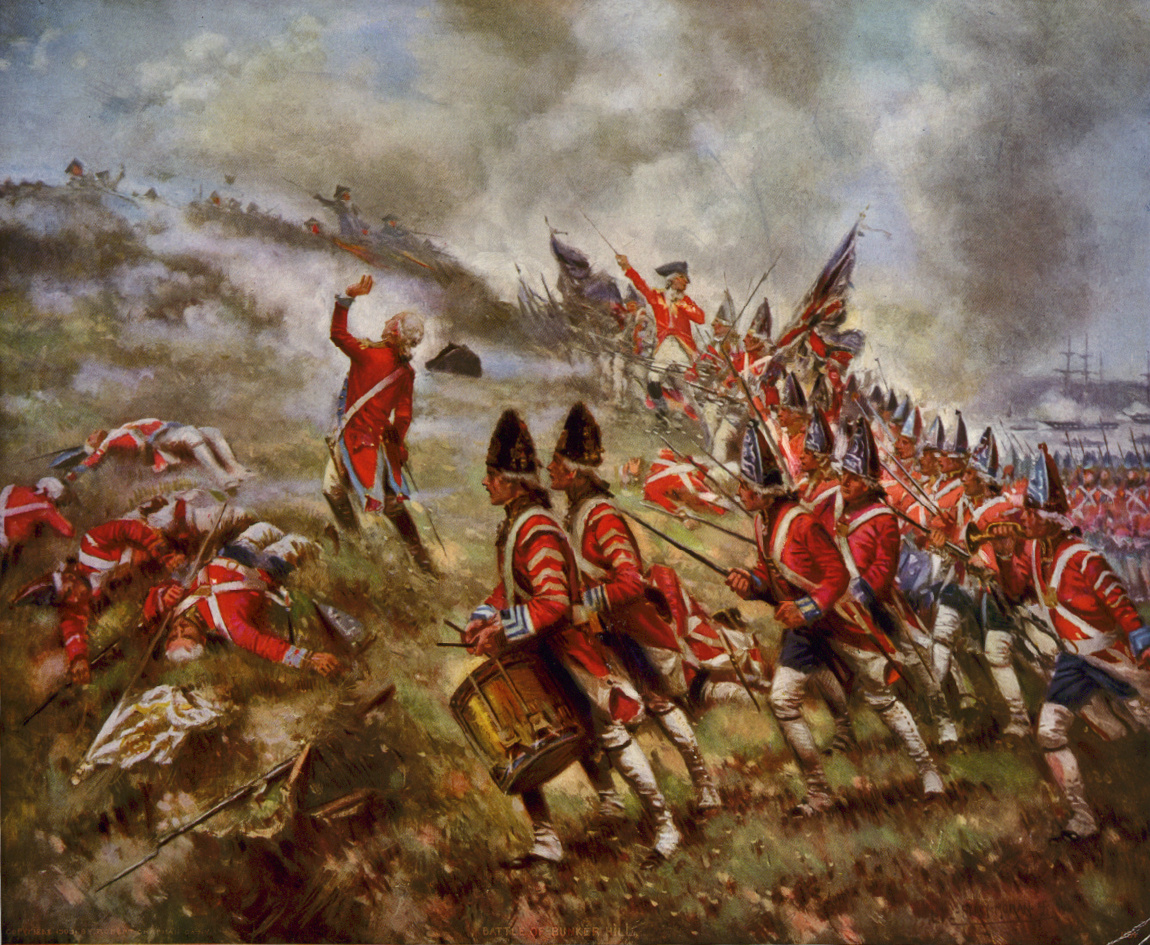
バンカーヒルの戦い

1775年、アメリカ独立戦争が勃発し、ソーンバラはスループ艦ファルコンで、次席指揮官として北アメリカに向かった。ファルコンはバンカーヒルの戦いで、反乱軍のいる場所への爆撃に加わった。その年の8月、ソーンバラは、ケープ・アンの港から出て行くアメリカのスクーナーを包囲しようとして失敗し、重傷を負った。イギリスに送還されたソーンバラは、1776年には回復して、東海岸沖のフリゲート艦リッチモンドに乗った。1779年にはガーランドに転属され、ニューファンドランド島までの船団を護送した。1780年にヨーロッパに戻ったソーンバラは、フリゲート艦フローラに乗って、長く殺伐とした戦闘の末、フランスのフリゲート艦ニンフを拿捕した。
この戦闘での働きの結果、ソーンバラは指揮官に昇進し、賃貸艦ブリタニカを引き継いで、ニューヨークへの船団を護送した。ニューヨークに到着したソーンバラは、またも昇任してポストキャプテンとなり、フリゲート艦ブロンドの指揮を引き継いだ。1782年、ブロンドはアメリカのブリッグ船を拿捕して、ハリファックスまでこの船を曳航しようとした。この曳航中に、ブリッグ船を霧で見失ったブロンドは、岩の多い小島で難破した。その一方で、ブリッグ船の方はハリファックスへと漂流し続けた。この小島で、ソーンバラは、負傷したアメリカの拿捕船の乗員が、イギリス人水兵と同程度の手当を受けられているかどうかを確認した。その数日後、アメリカの艦が生存者を救出に来た時、アメリカ当局はソーンバラのこの態度に感動し、ソーンバラをニューヨークまで送りとどけて、なんら罰も与えることなしに釈放した。イギリスに戻ったソーンバラは、戦列艦エグモントの指揮を執る予定だったが、この年の終わりの休戦予備協定によりそれはかなわなかった。

## フランス革命戦争

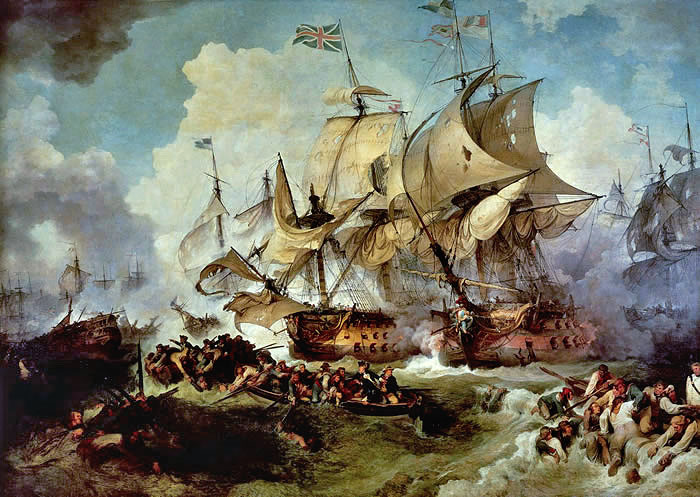
栄光の6月1日

アメリカ独立戦争後の10年間の平和の間、多くの士官は半給待遇による半引退生活を送った。しかしソーンバラはフリゲート艦へーべを褒賞として与えられ、ウィリアム・ヘンリー王子が海尉としてこの艦に乗艦した。この王子は、一緒に任務につくには気難しいので有名だったが、ソーンバラは王子の部下と友人になった。そうすることで、後々彼らの引き立てによる見返りがあると考えたからだ。1784年、ソーンバラはアン・ル・クラスと結婚し、王子は2人の第1子に、自分にちなんだ名をつけてはどうかと提案した。この長男ウィリアム・ヘンリーは後に海尉となったが、1798年に14歳で死んだ。ソーンバラ夫妻は他にもう1人の、後に提督となった息子と4人の娘をもうけた。同じ1784年に、ソーンバラの父親が亡くなった。1790年のヌートゥカ危機には、ソーンバラは、緊張が高まったわずかな間シピオをまかされた。
フランス革命戦争が勃発し、ソーンバラはフリゲート艦ラトナの指揮を要請して、その命令が下りた。1793年11月、ソーンバラは数隻のフランスの戦列艦と交戦した。この交戦は、イギリスの複数の軍艦が、フランス艦に戦いを挑む手はずを整えられるまでいたずらに時間を稼ぐという試みだった。1794年5月、ラトナはリチャード・ハウ指揮下の海峡艦隊による、1794年5月の大西洋作戦で偵察艦としての任務を受けた。この作戦は栄光の6月1日で幕を引いたが、ラトナはこの戦闘で、当初はハウの信号をイギリスの戦列に繰り返し伝える役目を負った。しかし戦闘の終わりの方では、ソーンバラは、自分の小型艦を率いて戦列をくぐり抜け、損害の大きなベレロフォンを救出するように求められた。ベレロフォンは数隻の大型フランス艦に包囲されていたが、ラトナはベレロフォンのもとに駆けつけたのみならず、フランス艦をその小さな船体からの一斉射撃で追い払い、マストを失ったベレロフォンを曳航して安全な場所に移し、一人の死傷者も出さなかった。

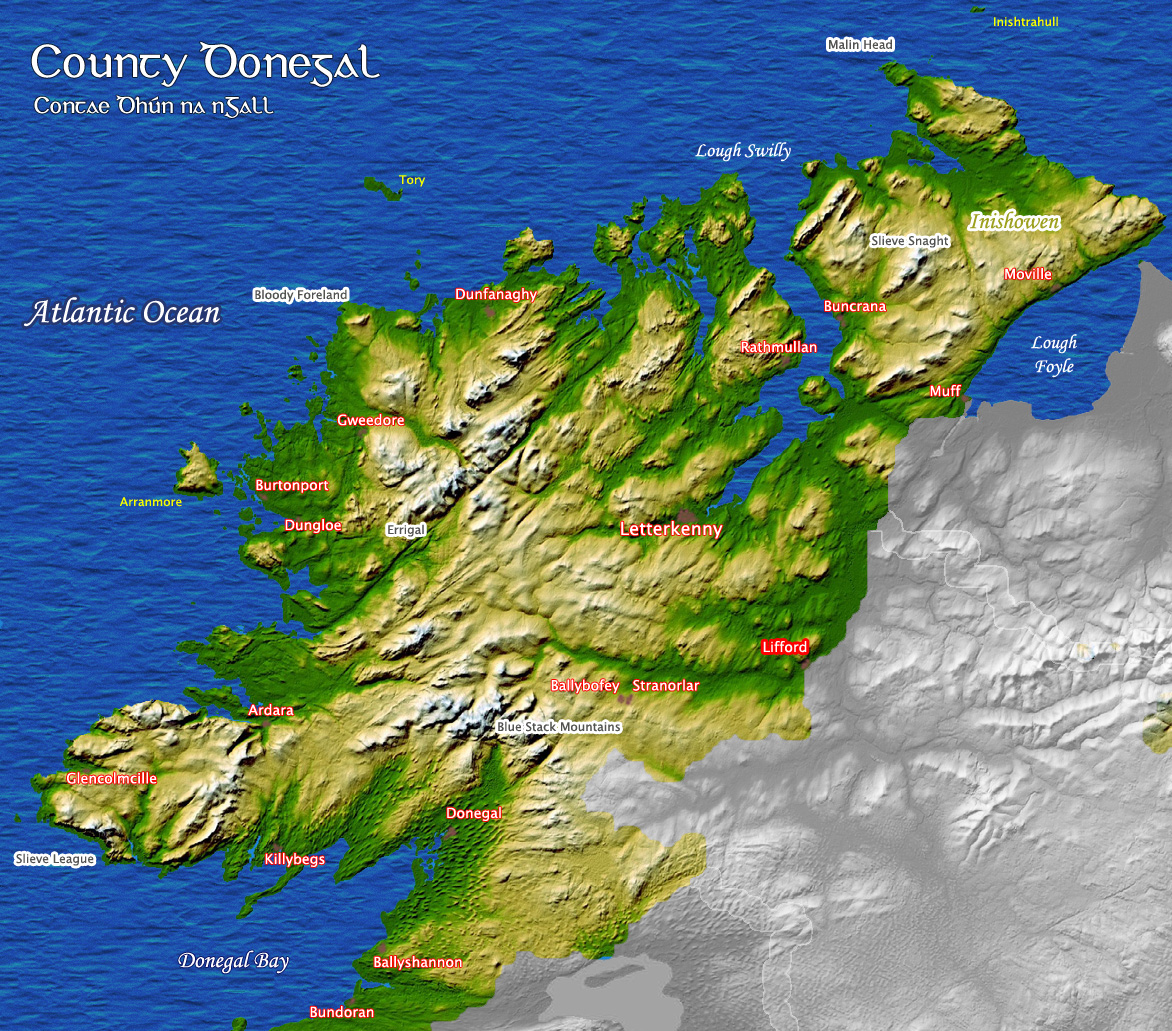
中央沖合の島がトーリー島

ソーンバラはその後戦列艦ロバストの指揮を海峡艦隊で執り、1795年のキブロン湾への侵攻に、フランスの王党派と共に向かったが、これはイギリス軍には災厄をもたらす戦いだった。この作戦は失敗に終わり、ロバストも自暴自棄な撤退に携わった。3年後、ソーンバラは別の侵攻作戦に参戦し、この時はアイルランドに上陸しようとするフランス部隊を妨害した。ドネガルの戦いで、ロバストを含むジョン・ボルラス・ウォーレンの艦隊が、アイルランド北部のトーリー島の沖で、フランス部隊の護送船団を全滅させた。この褒賞として、ソーンバラは国会から感謝の決議を受け、チャールズ・コットンの旗艦で90門艦フォーミダブルを引き継いだ。フォーミダブルはその後地中海で、神出鬼没の敵艦を偵察する任務に携わった。

## ナポレオン戦争

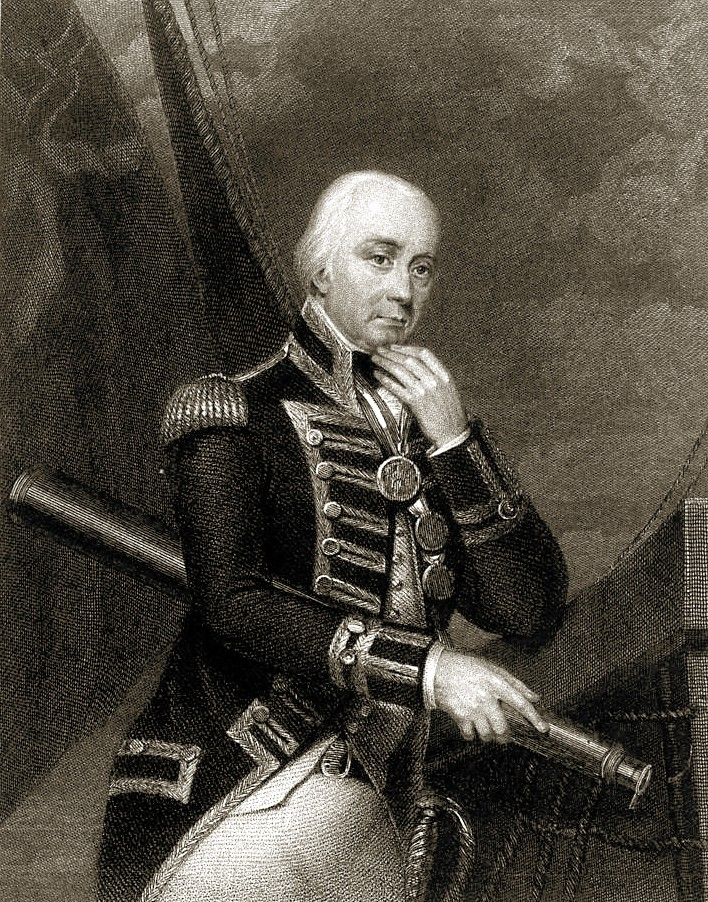
カスバート・コリングウッド

1801年、ソーンバラは少将に昇進して、ブレスト沖の沿海戦隊を旗艦マーズで指揮した。同じ1801年、最初の妻が亡くなり、その1年後に、ブリストル出身のエリザベス・ジェインズと再婚した。1803年のナポレオン戦争の勃発により、ソーンバラは北海で、ジョージ・エルフィンストーンの指揮のもと戦隊を率い、その後はアラン・ガードナーの艦隊の旗艦艦長となった。1805年、ソーンバラはケントに乗艦して、ホレーショ・ネルソンに合流するためカディスに向かっている途中で、トラファルガーの海戦を知った。その年、ソーンバラは中将に昇進して、ロシュフォール沖で独立した海上封鎖を指揮し、後にプリンス・オブ・ウェールズに乗艦して海峡艦隊の戦隊を率いた。
その後体調を崩して、1807年に短期間任務を離れたが、すぐに艦隊に戻り、ロイヤル・ソブリンに配属された。その後3年間はカスバート・コリングウッドの次席指揮官として地中海に赴任したが、1809年12月にまた体調を崩してイギリスに戻った。その後まもなくしてコリングウッドが戦死した。このコリングウッドもジョン・ジャーヴィスも、ソーンバラの軍人としての精神と技、そして勇敢さを賞賛したが、ジャーヴィスは、ソーンバラは艦隊の名指揮官になるにはどこか優柔不断であると考えていた。

## 現役引退と晩年
1813年までソーンバラは、アイルランドの駐留地で忙しい日々を送った。1813年、海軍大将となったソーンバラはまたも短期間現役を退き、1815年に、長年の功績を認められてバス勲章ナイト・コマンダーを授与された。また1813年に2度目の妻が亡くなり、それから1年もたたずにフランシス・ル・クラスと再婚した。フランシスは最初の妻の妹だった。1815年から1818年まで、ソーンバラはポーツマス総司令官として任務についた。1818年に現役を引退したが、この年は彼の海軍生活50年目に当たり、海軍の軍人の経歴としては例外的に長かった。
その後ソーンバラは、デボンのビショップタイントンの家で余生を送った。1825年にはバス勲章ナイト・グランド・クロスを授与された。引退したとはいえ、海軍仲間との交流があり、1833年に、連合王国元帥、海軍本部ルテナントとなり、翌1834年に死去した。